# Janelle Commissiong

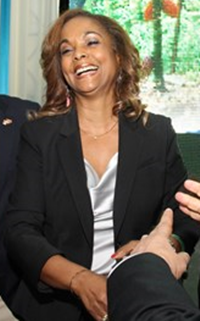
Janelle Commissiong (2014)

Janelle „Penny“ Commissiong-Bowen-Chow TC (* 15. Juni 1953 in Port of Spain) ist ein ehemaliges Model und heutige Unternehmerin aus Trinidad und Tobago. Sie war die erste schwarze Frau, die zur Miss Universe gekürt wurde. 

## Leben
Im Alter von 13 Jahren zog Janelle Commissiong mit ihren Eltern nach New York. Sie absolvierte die High School und besuchte danach das „Fashion Institute of Technology“. 1976 kehrte sie nach Trinidad zurück und nahm am Miss-Universe-Wettbewerb in Santo Domingo (Dominikanische Republik) teil. Am 16. Juli 1977 wurde sie zur „schönsten Frau der Welt“ gekürt, der Miss Universe. Sie war die erste Miss Universe aus Trinidad und Tobago.
Janelle Commissiong heiratete Brian Bowen, der „Bowen Marine“ gründete, ein Unternehmen, das Boote herstellt und in die karibischen Länder verkauft. Brian Bowen starb im November 1989 bei einem Unfall. Nach seinem Tod heiratete sie Alwin Chow, mit dem sie eine Tochter hat. Das Unternehmen führte sie weiter, bis sie es 2004 verkaufte. 
Von 2012 bis 2015 war sie Vorsitzende der Tourism Development Company (TDC) in ihrem Heimatland. 2017 wurde sie Vorstandsvorsitzende der neu gegründeten, der Regierung unterstellten TDC-Nachfolgeorganisation Trinidad Tourism. 2019 wurde sie im Rahmen eines Skandals um die Entlassung der damaligen Trinidad-Tourism-Geschäftsführerin Camille Campbell von der Regierung zusammen mit den anderen Vorstandsmitgliedern ihres Amtes enthoben.

## Auszeichnungen
1977 wurde ihr das Trinity Cross verliehen, die damals höchste Auszeichnung Trinidads. Durch die damals staatliche Post Trinidads wurden drei Briefmarken mit Janelle Commissiong als Motiv aufgelegt.